# 泰爾沃拉

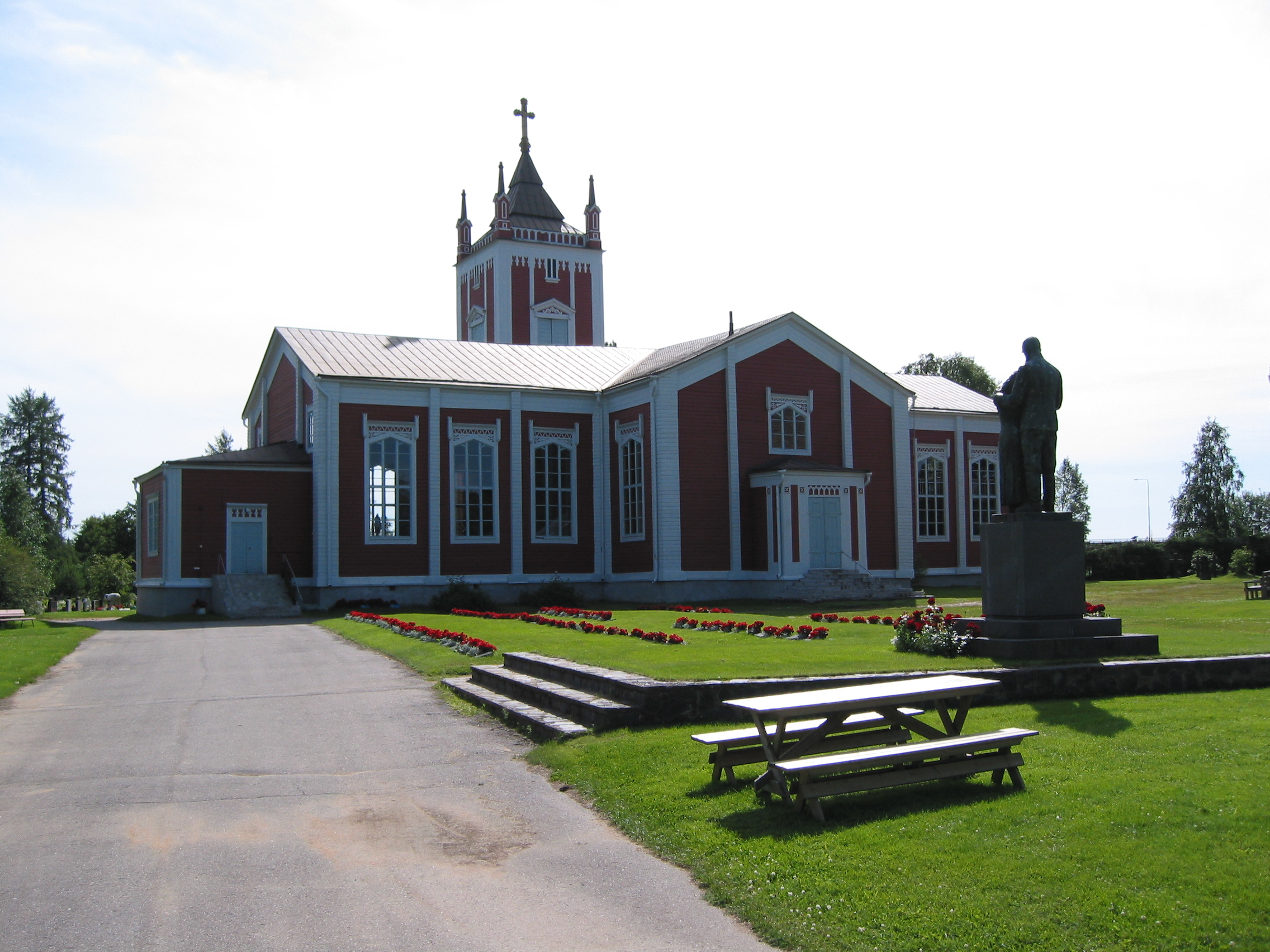
泰爾沃拉教堂

泰爾沃拉（芬蘭語：Tervola）是芬蘭的市鎮，位於該國西北部波的尼亞灣沿岸，在拉普蘭區内，面積1,594平方公里，2013年人口3,394，人口密度為每平方公里2.17人。

## 外部連結
- 泰爾沃拉市鎮官方网站 （页面存档备份，存于） （文）